# Corrado Tommasi Crudeli
Corrado Tommasi Crudeli (Pieve Santo Stefano, 31 gennaio 1834 – Roma, 31 maggio 1900) è stato un medico e politico italiano.

## Biografia
Corrado, figlio primogenito di Pietro Tommasi (Poppi 1804 - Firenze 1880), all'epoca medico condotto di Pieve Santo Stefano (AR), e della possidente Elisa Gatteschi, nacque il 31 gennaio 1834.

### Formazione e prime attività
Ben prima del 1841 i genitori con i tre figli migrarono da Pieve Santo Stefano a Firenze,  capitale del Granducato di Toscana. Corrado fu l'unico a seguire le orme del padre dedicandosi agli studi in medicina all'Università di Pisa che concluse con l'aspirazione di perfezionarli all'estero. Parigi fu la città che lo vide frequentare assiduamente l'Istituto del fisiologo francese Claude Bernard e lo studio del neurologo Duchénne. Docente alla nuova Università fiorentina nata per volere di Bettino Ricasoli  nel ‘59, il giovane Corrado già mostrava un carattere volitivo ed aperto a recepire le novità che progressivamente caratterizzavano l'evoluzione delle scienze mediche in Europa. Dopo un periodo di formazione alla scuola del celebre Rudolf Virchow a Berlino, ebbe modo di trasferire nell'Italia unificata i dettami dei nuovi studi fisiologici ispirati alle teorie evoluzionistiche andando ad insegnare all'Università di Palermo ( ebbe la Cittadinanza Onoraria nel 7 gennaio 1867 dopo esser stato nominato Commissario Sanitario durante il colera) nella seconda metà degli anni Sessanta ed a Roma un mese dopo Porta Pia, aprendo la prima sala anatomica.

### Vita privata
Gli anni "palermitani" furono cruciali per Corrado Tommasi sia nella vita pubblica che in quella privata: la morte della moglie Bianca Fortini vedova Colacchioni, l'insurrezione palermitana del ‘66 e l'epidemia di colera, la pubblicazione di numerose opere frutto delle sperimentazioni e degli studi di anatomia e di profilassi igienica, la maturazione politica nella Sicilia infestata dalla mafia. I successi poi non mancarono nei decenni successivi: dalla nomina nel Consiglio Superiore della Pubblica Istruzione a quella nella prestigiosa Accademia dei Lincei, l'elezione alla Camera nel 1874, rinnovata in ben tre legislature e l'accesso conclusivo al Senato Regio, la fondazione del primo Laboratorio Nazionale di Igiene. Autore della riforma sanitaria voluta da Francesco Crispi nel 1888, intese riconoscere all'igiene pubblica un ruolo fondamentale nella medicina moderna, disciplinando in particolare la prostituzione in termini nuovi, rispettosi dei diritti della donna.
Gli ultimi anni della sua vita furono rattristati da sventure familiari, ultima delle quali la morte di Sophia Ingham-Whitaker (Palermo, 1843 - Roma, 1899) con cui si era sposato con rito protestante dopo la scomparsa della moglie. Gravemente malato, spirò a Roma la sera del 31 maggio 1900.

### Volontariato garibaldino
Di formazione liberale, sin dagli anni degli studi universitari a Pisa il giovane medico nativo di Pieve S. Stefano aveva dimostrato profonda insofferenza nei confronti del restaurato regime filoaustriaco nel Granducato di Toscana partecipando a manifestazioni studentesche e professando idee unitarie ovvero “filopiemontesi”. Pur giovane, a Pisa condivise scopi e idealità dei moti del ‘48 che, durante il soggiorno di studio a Parigi, ebbe modo di confrontare con i patrioti esuli (tra cui il suo Maestro Giuseppe Montanelli). L'occasione della dichiarazione di guerra all'Austria, nel ‘59, Corrado si precipitò da Parigi a Firenze per arruolarsi nei “Cacciatori degli Appennini”, il corpo di volontari che si mise agli ordini di Garibaldi. Coinvolgente fu la partecipazione, alla spedizione dei Mille nel 1860 ed alle sanguinose battaglie di Corriolo e Milazzo, e dopo il ferimento al Faro di Messina, ai conclusivi fatti d'arme del Volturno e Capua. Meritò la medaglia d'argento al valor militare e la nomina a Maggiore del 77º Reggimento di fanteria, ma soprattutto la gratitudine di Garibaldi ("il vostro nome mi è noto come quello di uno dei valorosi giovani che hanno combattuto al mio fianco riportando segni gloriosi delle battaglie combattute", gli scrisse), ripagata col decisivo intervento nei consulti medici dopo i sanguinosi fatti di Aspromonte (1862); Garibaldi nel ringraziarlo, da Caprera gli inviò la bandiera tricolore con l'Italia turrita e con il logo ITALIA LIBERA (1863) .

### Vita pubblica
Trascorsi gli anni Sessanta il Tommasi-Crudeli maturò l'idea di darsi alla politica attiva e conquistò un seggio parlamentare dal quale poter porre in opera principi etici e riforme scientifiche o tecnologiche e infrastrutturali tali da fare dell'Italia un moderno paese europeo: propose, ad esempio, benché invano, un collegamento ferroviario Arezzo-Forlì.
Successivamente fu nominato Senatore a vita rimanendo quindi nelle due Camere per quasi 30 anni.
Le lezioni tenute all'università su più temi di carattere generale, i discorsi elettorali, gli interventi alla Camera ed al Senato, molti dei quali su temi specifici dell'impegno universitario e dell'applicazione in campo sociale delle innovazioni della medicina e dell'igiene, che si riportano di seguito, forniscono meglio di ogni altro documento
L'impegno scientifico universitario, in campo sociale per l'innovazione della medicina ed igiene danno l'immagine della poliedrica personalità di Corrado Tommasi-Crudeli. Un protagonista della carducciana “Terza Italia” che il presidente del Senato Giuseppe Saracco, nel pronunciarne la commemorazione in aula dopo la morte, definì con queste eloquenti parole: "Nei colloqui coi fidati amici che gli abbellirono gli ultimi giorni della tribolata esistenza, malgrado le acute sofferenze del corpo, non cessò mai, fino a che gli rimase un soffio di vita di occuparsi con amore e colla fede del vecchio patriota, dei grandi interessi della patria italiana".
Massone, membro del Grande Oriente d'Italia, nel 1872 fu membro del Gran Consiglio dell'Ordine.